# Грушка-Дужа
Грушка-Дужа (пол. Gruszka Duża) — село в Польщі, у гміні Неліш Замойського повіту Люблінського воєводства. Населення — 102 особи (2011).

## Історія
За даними етнографічної експедиції 1869—1870 років під керівництвом Павла Чубинського, у селі переважно проживали польськомовні римо-католики, меншою мірою — греко-католики, які також розмовляли польською.
У 1975—1998 роках село належало до Замойського воєводства.

## Демографія
Демографічна структура станом на 31 березня 2011 року:
|          | Загалом | Допрацездатний вік | Працездатний вік | Постпрацездатний вік |
| -------- | ------- | ------------------ | ---------------- | -------------------- |
| Чоловіки | 47      | 8                  | 34               | 5                    |
| Жінки    | 55      | 9                  | 29               | 17                   |
| Разом    | 102     | 17                 | 63               | 22                   |